# Viktor Wesselak

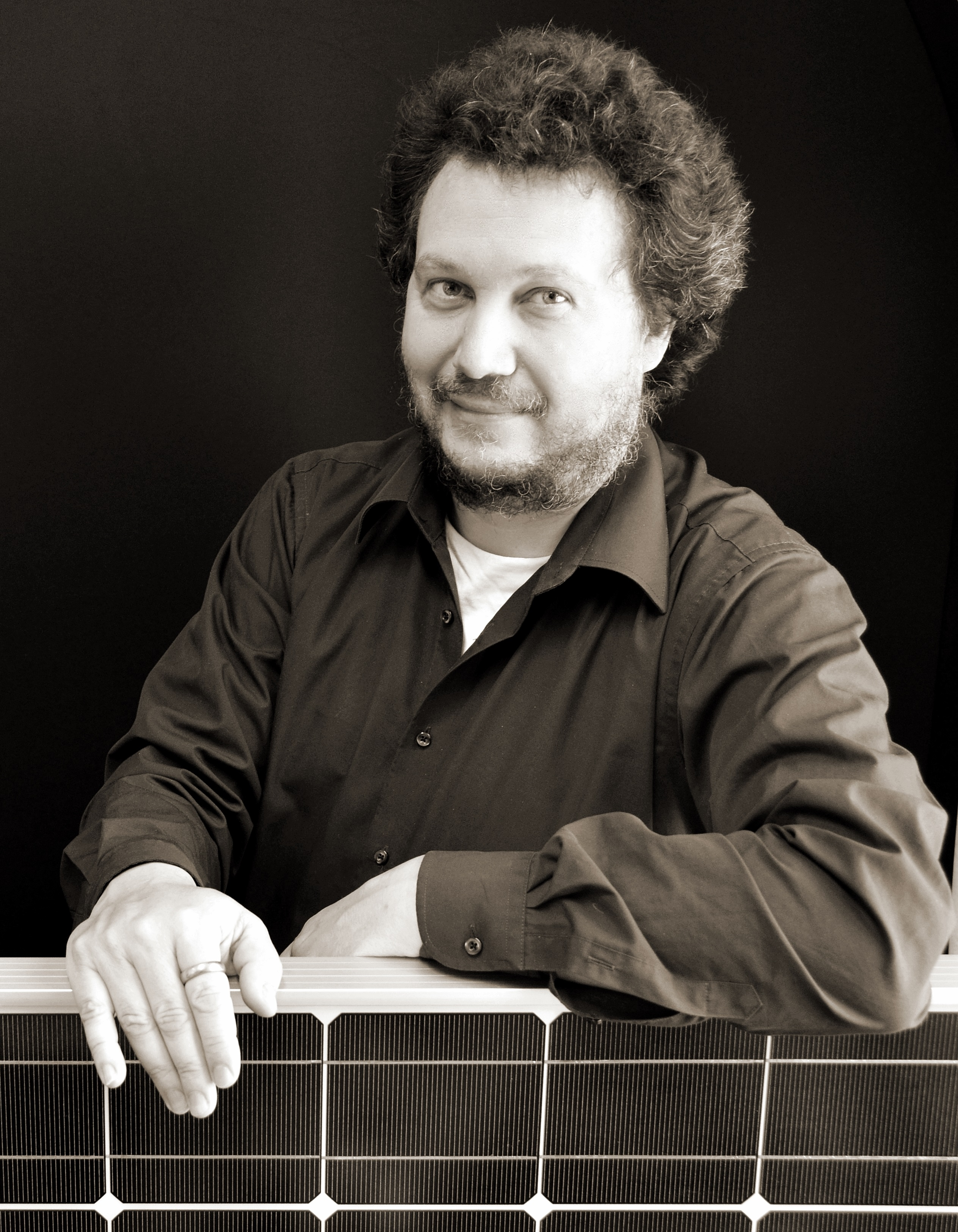
Viktor Wesselak (2013)

Viktor Wesselak (* 11. März 1965 in Erlangen) ist ein deutscher Ingenieurwissenschaftler und Hochschullehrer an der Hochschule Nordhausen.

## Akademischer Werdegang
Wesselak studierte von 1984 bis 1990 Elektrotechnik an der Universität Erlangen-Nürnberg. Anschließend war er bis 1998 Wissenschaftlicher Mitarbeiter am Institut für Regelungstechnik. 1999 promovierte er mit einer Arbeit über Regelungstechnische Beiträge zum leistungsoptimalen Betrieb von Solaranlagen zum Dr.-Ing. Anschließend war er von 1999 bis 2003 Entwicklungsingenieur bei Siemens und beschäftigte sich hierbei vor allem mit Regelungsverfahren für die Antriebstechnik.
Im Jahr 2003 wurde er als Professor für Regenerative Energiesysteme an die Hochschule Nordhausen berufen, wo er den bundesweit ersten grundständigen Studiengang zu Erneuerbaren Energien aufbaute. Bis 2005 war er zugleich auch dessen Studiendekan. Seit 2005 ist er an der Hochschule Nordhausen Prorektor bzw. Vizepräsident für Forschung und Hochschulentwicklung. Im Jahr 2009 wurde das Institut für Regenerative Energietechnik (in.RET) als In-Institut der Hochschule Nordhausen gegründet, dessen Institutssprecher er ist. Seit 2018 findet jährlich die Regenerative Energietechnik Konferenz RET.Con in Nordhausen statt, Ansprechpartner für die RET.Con ist Wesselak.

## Positionen
Viktor Wesselak vertritt die Auffassung, dass eine nachhaltige Energieversorgung Deutschlands auf Basis Erneuerbarer Energien möglich ist. Eine Schlüsselrolle kommt dabei dem Wärmesektor sowie einer Verknüpfung des Strom- und Mobilitätsektors zu. Wesselak steht aufgrund der damit verbundenen thermodynamischen Entwertung von Energie einem direkten Einsatz von elektrischer Energie zur Wärmebereitstellung (Power-to-Heat) und einer großtechnischen Speicherung mittels Methanisierung (Power-to-Gas) skeptisch gegenüber.

## Werke

### Bücher
- Thomas Schabbach, Viktor Wesselak: Energie. Den Erneuerbaren gehört die Zukunft. 2. vollständig überarbeitete und neu strukturierte Auflage, Berlin/Heidelberg 2020, ISBN 978-3-662-58048-6.
- Viktor Wesselak, Thomas Schabbach, Thomas Link, Joachim Fischer: Handbuch Regenerative Energietechnik. 3. aktualisierte und erweiterte Auflage. Berlin/Heidelberg 2017, ISBN 978-3-662-53072-6.
- Viktor Wesselak, Sebastian Voswinckel: Photovoltaik. Wie Sonne zu Strom wird. 2. Auflage. Berlin/Heidelberg 2016, ISBN 978-3-662-48905-5.
- Viktor Wesselak: Regelungstechnische Beiträge zum leistungsoptimalen Betrieb von Solaranlagen. Dissertation. Erlangen 1999.

### Wissenschaftliche Fachartikel (Auswahl)
- Sebastian Voswinckel et al.: Influence of the active leakage current pathway on the potential induced degradation of CIGS thin film solar modules. In: Solar Energy. Band 197, 2020, S. 455–461, doi:10.1016/j.solener.2019.12.078.
- Sebastian Voswinckel, Birgit Lustermann, Viktor Wesselak: Behaviour of amorphous silicon solar modules: A parameter study. In: Solar Energy, 92, 2013, S. 206–213, doi:10.1016/j.solener.2013.03.006.
- Johannes Haller, Sebastian Voswinckel, Viktor Wesselak: The effect of quantum efficiencies on the optimum orientation of photovoltaic modules – A comparison between crystalline and thin film modules. In: Solar Energy, 88, 2013, S. 97–103, doi:10.1016/j.solener.2012.11.014.

### Sonstige Artikel (Auswahl)
- V. Wesselak, P. Steinert, M. Nuschke: Energieeffizienzmaßnahmen und Einsatz Regenerativer Energien bei Sonderbauten im Denkmalbereich am Beispiel der Leuchtenburg/Thüringen. In: Denkmalpflege: Kontinuität und Avantgarde. Arbeitsheft des Thüringischen Landesamtes für Denkmalpflege und Archäologie, Neue Folge 43, 2014, ISBN 978-3-937940-99-1
- Viktor Wesselak: Nachhaltigkeit als Konzept eines zukünftigen Energiesystems. (PDF; 622 kB) Beitrag für die online-Akademie der Friedrich-Ebert-Stiftung, 2012
- Viktor Wesselak: Nachhaltigkeit vs. Entwicklung? Ein Überblick über 20 Jahre Nachhaltigkeitsdiskurs. (PDF) Vortrag auf dem 2. Nordthüringer Bildungsforum, Nordhausen 2009

## Sonstige Tätigkeiten
2008 und erneut 2011 wurde Wesselak in den „Beirat zur Nachhaltigen Entwicklung in Thüringen“ berufen. Er ist Sprecher dieses Gremiums. Mit Stand 2020 ist er das einzige verbliebene Gründungsmitglied des Beirats.